# Salix lanata
Salix lanata là một loài thực vật có hoa trong họ Liễu. Loài này được L. miêu tả khoa học đầu tiên năm 1753.

## Hình ảnh

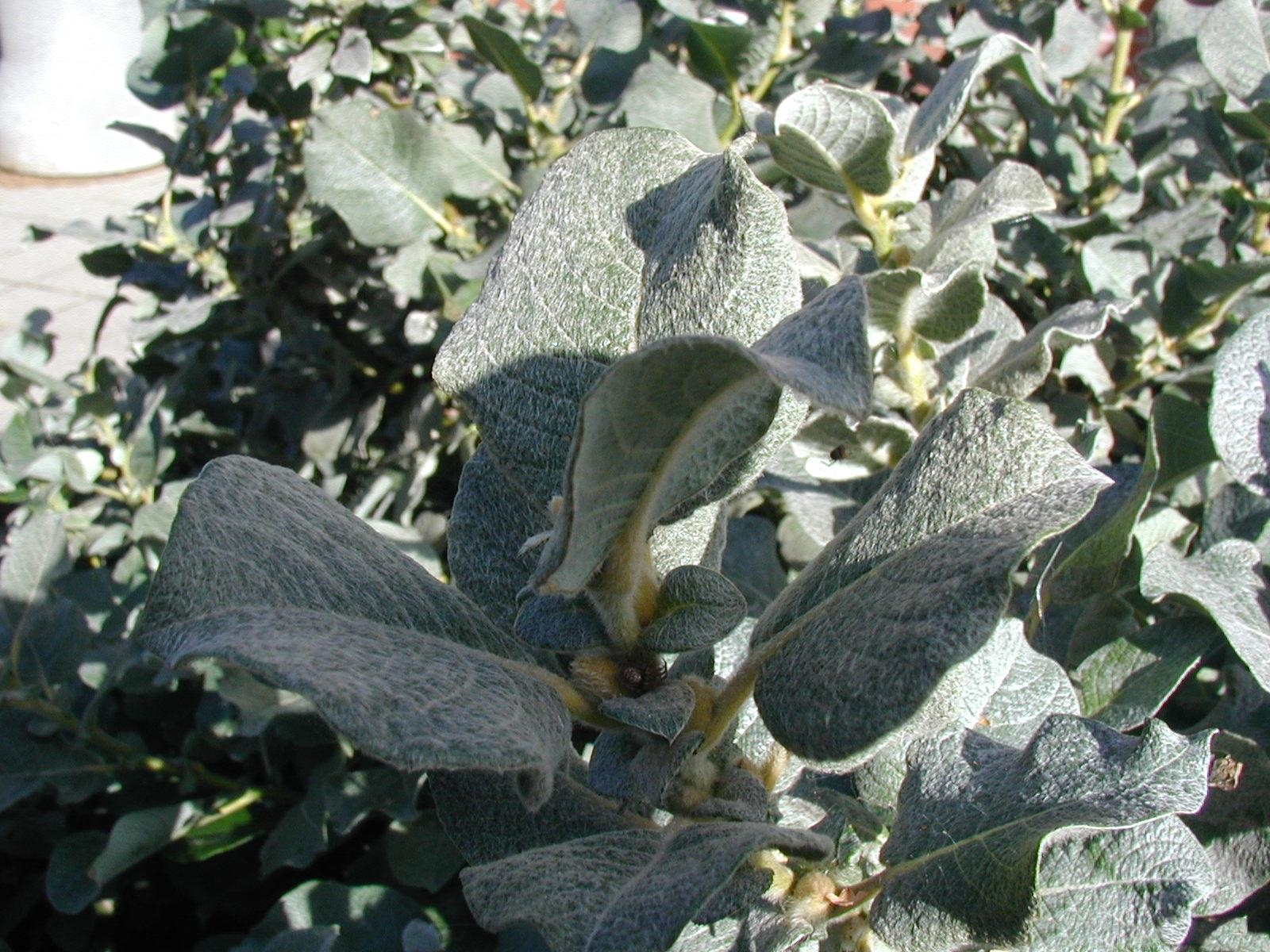
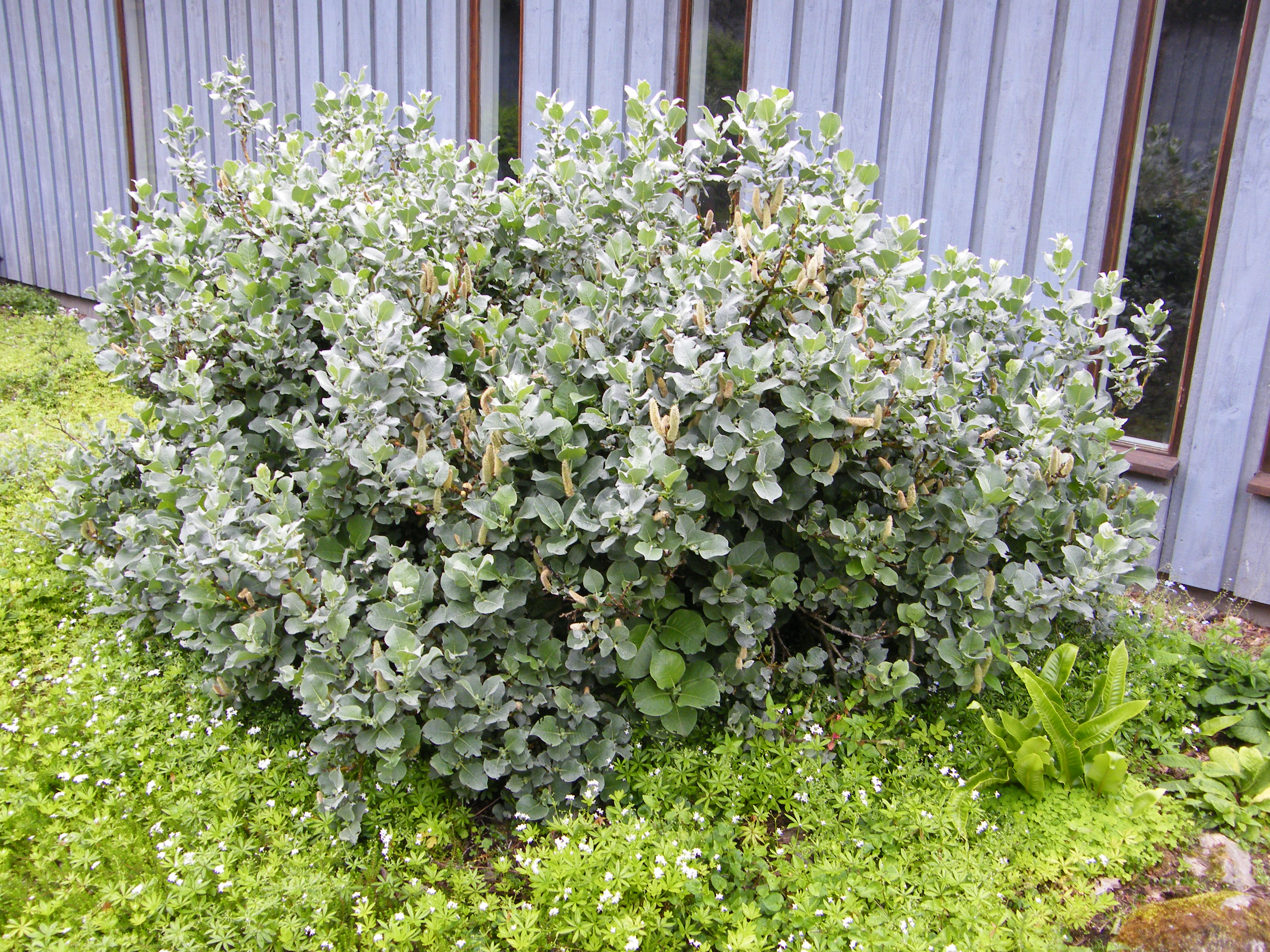
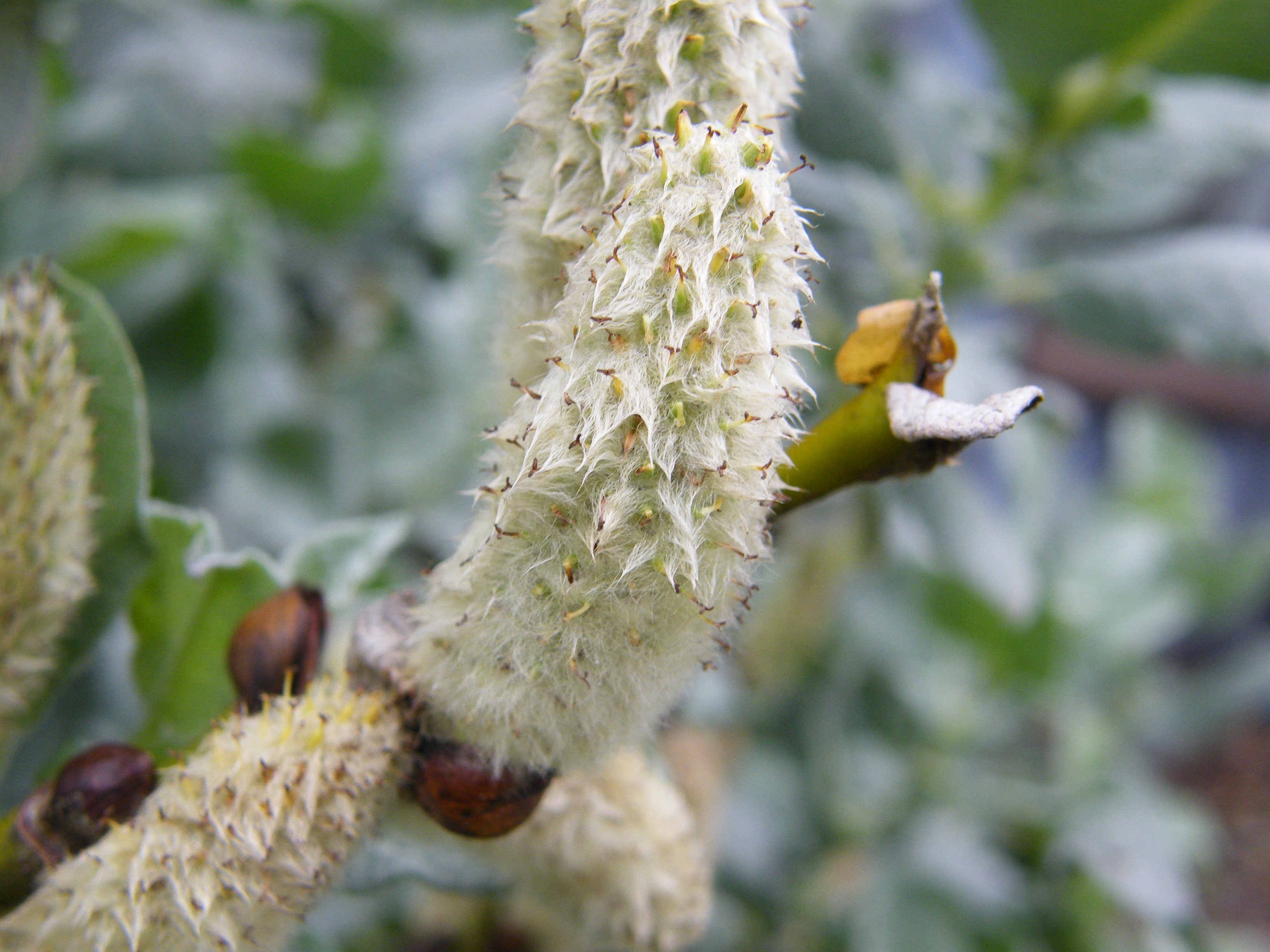
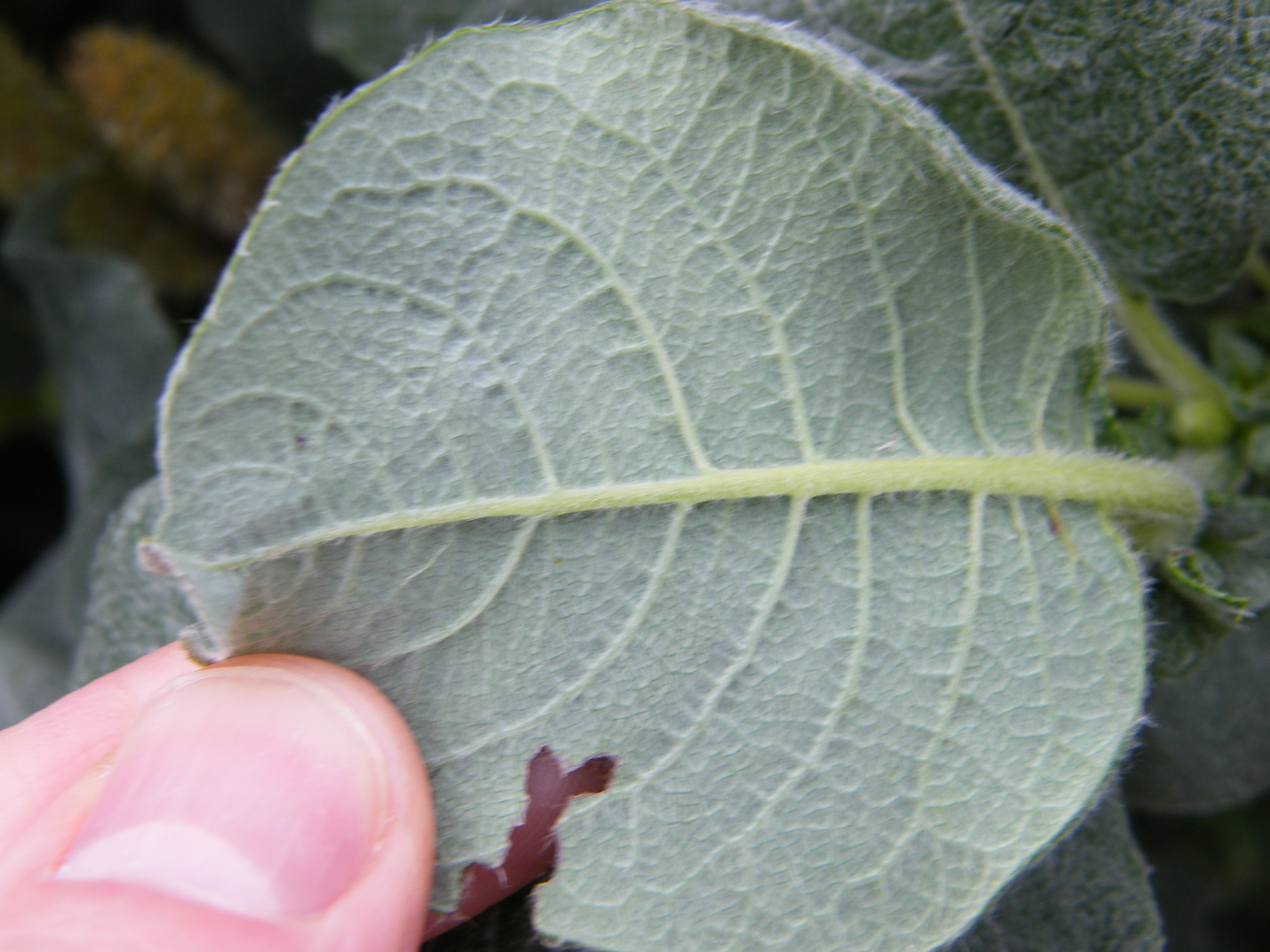